# اسیرت پیتت
اسیرت پیتت (به لاتین: Essert-Pittet) یک بخش‌های سوئیس و بخش و منطقه مسکونی در سوئیس است که در کانتون وو واقع شده‌است. اسیرت پیتت ۱۶۴ نفر جمعیت دارد.